# Cladobotryum caribense
Cladobotryum caribense är en svampart som beskrevs av R.F. Castañeda 1986. Cladobotryum caribense ingår i släktet Cladobotryum och familjen Hypocreaceae.   Inga underarter finns listade i Catalogue of Life.